# Señal eléctrica
Una señal eléctrica es un tipo de señal generada por algún fenómeno electromagnético. Estas señales pueden ser de dos tipos: analógicas, si varían de forma continua  en el tiempo, o digitales si varían de forma discreta (con parámetros que presentan saltos de un valor al siguiente; por ejemplo los valores binarios 0 y 1).
Una señal eléctrica puede definirse de dos maneras:
- La diferencia de potencial (o tensión) entre dos puntos cargados eléctricamente en el transcurrir del tiempo
- La variación de la corriente en el transcurrir del tiempo en analizar la corriente que pasa por un  conductor

La señal puede generarse artificialmente por un circuito electrónico (oscilador). Sin embargo, en la mayoría de las aplicaciones prácticas, la señal eléctrica representa la variación de otra magnitud física en el transcurrir del tiempo, convertida en electricidad por un transductor. Se considera como señal la información útil para el circuito. Cualquier información indeseada, inútil o dañina, introducida involuntariamente en el sistema, es considerada ruido.
Por ejemplo, en un amplificador de sonido: la persona habla en un micrófono, que es el transductor. El micrófono convierte las ondas sonoras en una tensión variable que puede ser medida entre los hilos del micrófono. Esta variación en la tensión corresponde exactamente a la frecuencia de oscilación de las ondas sonoras emitidas. Es la señal eléctrica pura. Pero, al medirse la tensión en un punto avanzado en el circuito, se puede percibir, por ejemplo, que la red eléctrica de la sala "contaminó" la señal, es decir, por efecto de la inducción electromagnética sobre los conductores del circuito, se sumó a la señal original una variación de tensión con la frecuencia de oscilación de la red. Esta interferencia indeseada de la red es ruido. Cuando el circuito entrega la señal amplificada al altavoz (nuestro transductor de salida), la interferencia fue amplificada junta, y será percibida como un sonido grave al fondo de la voz.
Hay muchas otras fuentes de ruidos que pueden afectar la señal eléctrica, como descargas atmosféricas y rayos cósmicos.

## Representación gráfica
Una señal eléctrica aleatoria se puede estudiar a partir de su representación matemática en el gráfico cartesiano. Para una misma señal, hay dos representaciones posibles:
- El tiempo: el eje de las abscisas representa el tiempo transcurrido, y el de las ordenadas representa la amplitud de la señal. Este gráfico es llamado de forma de onda.

- La frecuencia: el eje de las abscisas representa las frecuencias que componen la señal, y el de las ordenadas representa la amplitud de la señal. A este gráfico se le llama "de espectro de frecuencia".

Para una señal sinusoidal pura (la red eléctrica residencial, por ejemplo) aunque existe la representación factorial, en que el módulo del vector representa la amplitud y el ángulo representa el desfase de la señal en relación con un circuito puramente resistivo.

### Transformación
A partir de la forma de onda, se puede conocer el espectro de frecuencia, y viceversa, aplicando la transformada de Fourier, que descompone cualquier forma de onda en un sumatorio hipotético de sinusoides, de frecuencias y amplitudes diversas . Las características de la señal son trabajadas por el circuito en función de esta suma de sinusoides, y no de la señal real, que casi siempre es imprevisible.